# Provincia di Pangasinan
Pangasinan è una provincia delle Filippine nella regione di Ilocos, nella parte centro-occidentale dell'isola di Luzon. Il suo capoluogo è Lingayen.
Il nome Pangasinan nella lingua locale vuol dire "terra del sale".

## Geografia fisica

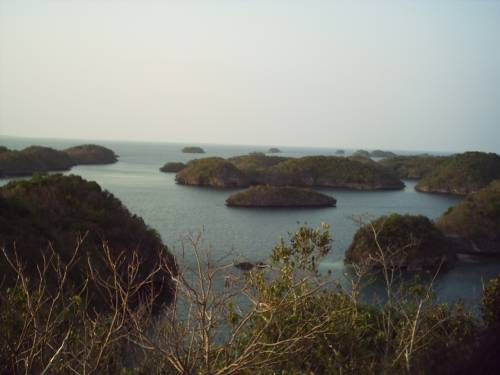
Tipico paesaggio dell'Hundred Islands National Park

Pangasinan è una provincia dell'isola di Luzon centro-occidentale, caratterizzata dal Golfo di Lingayen che ne disegna il bordo settentrionale sul Mar Cinese Meridionale. La provincia si spinge anche nell'interno verso est ed infatti a nord confina anche con le province di La Union e Benguet, a nord-est con la Nueva Vizcaya, a sud/sud-est con Nueva Ecija, a sud ancora con Tarlac e Zambales, e ad est è affacciata di nuovo sul Mar Cinese Meridionale.
Nel golfo di Lingayen c'è il pittoresco "Hundred Islands National Park" (Parco Nazionale delle cento isole) che è formato da 124 isolotti di per lo più disabitati e coperti da fitta vegetazione e che costituiscono una grande attrazione turistica.

## Geografia antropica

### Suddivisioni amministrative
La provincia di Pangasinan comprende 4 città componenti e 44 municipalità.

#### Città
- Alaminos
- Dagupan
- San Carlos
- Urdaneta

#### Municipalità
- Agno
- Aguilar
- Alcala
- Anda
- Asingan
- Balungao
- Bani
- Basista
- Bautista
- Bayambang
- Binalonan
- Binmaley
- Bolinao
- Bugallon
- Burgos
- Calasiao
- Dasol
- Infanta
- Labrador
- Laoac
- Lingayen
- Mabini

- Malasiqui
- Manaoag
- Mangaldan
- Mangatarem
- Mapandan
- Natividad
- Pozorrubio
- Rosales
- San Fabian
- San Jacinto
- San Manuel
- San Nicolas
- San Quintin
- Santa Barbara
- Santa Maria
- Santo Tomas
- Sison
- Sual
- Tayug
- Umingan
- Urbiztondo
- Villasis

## Economia
Il Pangasinan ha un discreto comparto industriale, con cementifici, distillerie, industrie alimentari, anche se la principale fonte d'impiego è l'agricoltura che qui produce soprattutto riso, mango e bambù. La pesca si sta rinnovando con l'introduzione dell'acquacoltura, mentre il turismo è in grande sviluppo.